# Cataclysta
Cataclysta é um gênero de mariposa pertencente à família Crambidae.